# Corniglia

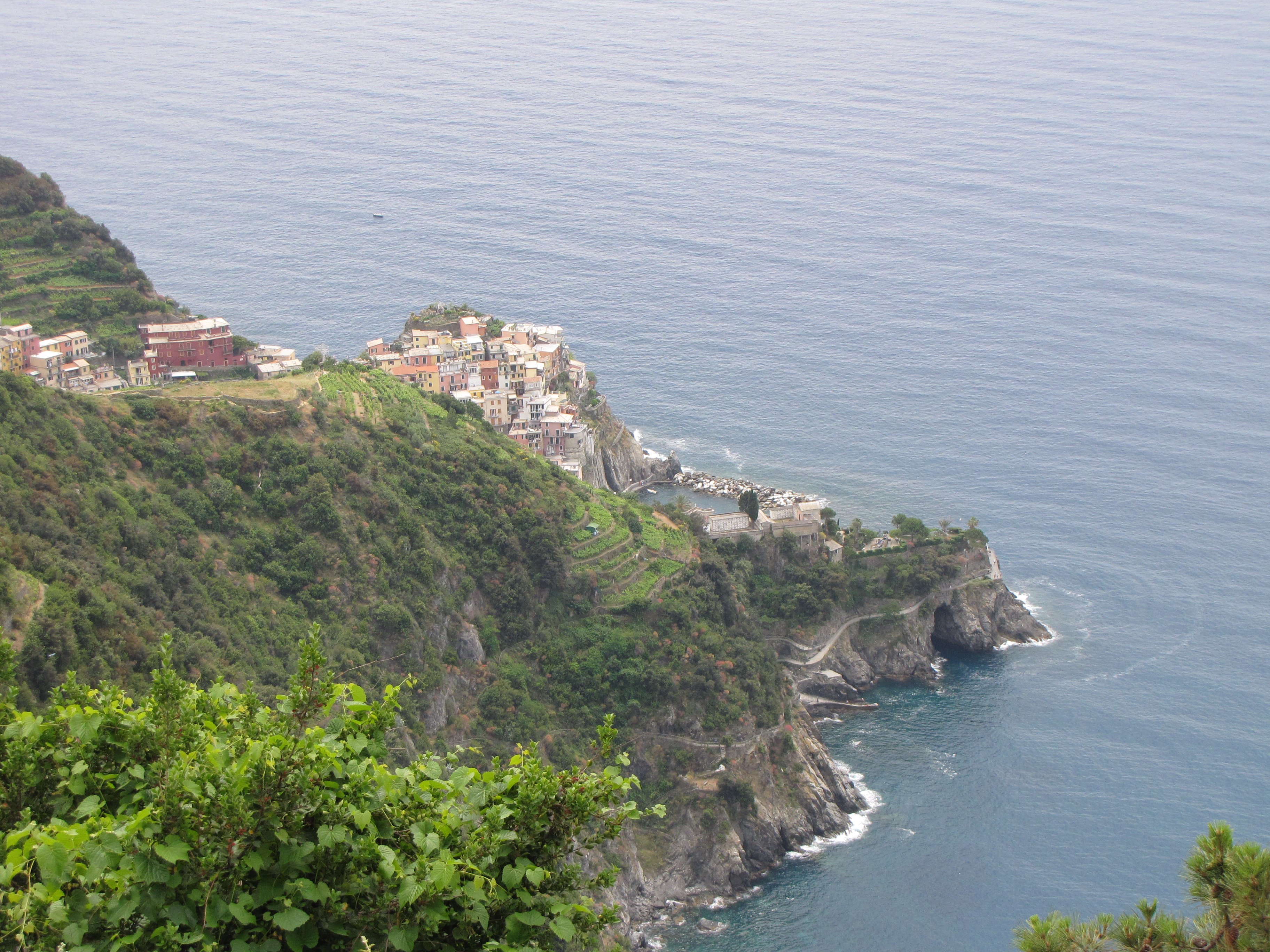
Byn Corniglia, Cinque Terre.

Corniglia, liguriska: Curnigia, är en frazione av kommunen Vernazza i provinsen La Spezia i Ligurien, norra Italien med en befolkning på 150 personer (2016).[källa behövs] Till skillnad mot de andra byarna i Cinque Terre ligger Corniglia inte i direkt anslutning till havet. Istället ligger det på toppen av en 100 meter hög udde, som på tre sidor omges av vingårdar och terrasser. Den fjärde sidan stupar brant mot havet. För att nå Corniglia, är det nödvändigt att gå uppför Lardarina, en lång tegeltrappa som består av 382 trappsteg i 33 avsatser, eller att följa en körväg som leder från järnvägsstationen till byn.